# Ummidia modesta
Espèce
Synonymes
- Pachylomerus modestus Banks, 1901

Ummidia modesta est une espèce d'araignées mygalomorphes de la famille des Halonoproctidae.

## Distribution
Cette espèce est endémique du Nouveau-Mexique aux États-Unis,. Elle se rencontre dans le comté de Doña Ana vers Las Cruces.

## Description
Le mâle holotype mesure 12 mm.

## Systématique et taxinomie
Cette espèce a été décrite sous le protonyme Pachyloscelis audouinii par Banks en 1901. Elle est placée dans le genre Pachylomerides par Strand en 1934 puis dans le genre Ummidia par Roewer en 1955.

## Publication originale
- Banks, 1901 : « Some Arachnida from New Mexico. » Proceedings of the Academy of Natural Sciences of Philadelphia, vol. 53, p. 568-597 (texte intégral).